# Ermesinda di Lussemburgo
Ermesinda di Lussemburgo (luglio 1186 – 12 febbraio 1247) fu contessa di Lussemburgo, di La Roche e di Durbuy, dal 1197 alla sua morte ed inoltre fu contessa consorte di Bar, dal 1197 al 1214 e duchessa consorte di Limburgo dal 1221 al 1226.

## Origine
Ermesinda, secondo il Gisleberti Chronicon Hanoniense, era figlia del conte di Lussemburgo e di Namur, Enrico IV e della sua seconda moglie, Agnese di Gheldria, figlia di Enrico I, Conte di Gheldria e Agnese di Arnstein.
Enrico IV di Lussemburgo, sia, secondo la Chronica Albrici Monachi Trium Fontium, che il Gisleberti Chronicon Hanoniense, era figlio del conte di Namur, Goffredo I e della sua seconda moglie, Ermesinda di Lussemburgo, figlia del conte di Lussemburgo e difensore dell'abbazia di San Massimino di Treviri e dell'abbazia di Stablo, Corrado I e di Clemenza d'Aquitania, come ci viene confermato sia da La formation territoriale des principautés belges au moyen-âge (Brussels), Vol. II, che dalla Chronica Albrici Monachi Trium Fontium.

## Biografia
Il Gisleberti Chronicon Hanoniense ci informa che, dopo quindici anni di separazione i suoi genitori, nel 1185, tornarono insieme e, nel successivo mese di luglio nacque una figlia, Ermesinda; infatti ancora il Gisleberti Chronicon Hanoniense ci informa che, dopo 4 anni, Enrico rimandò al padre la moglie, Agnese; secondo John Allyne Gade, nel suo Luxembourg in the Middle Ages (non consultato), Agnese, dopo aver lasciato il marito si ritirò in convento, e dopo diversi anni, anche su sollecitazione di papa Alessandro III, si giunse ad un accordo con Enrico.
Siccome suo padre, Enrico, secondo La formation territoriale des principautés belges au moyen-âge (Brussels), Vol. II, nel 1163, aveva ceduto le contee di Durbuy e di La Roche, alla sorella, Alice, moglie del conte d'Hainaut, Baldovino IV, come ci viene confermato dal Gisleberti Chronicon Hanoniense e nello stesso tempo, essendo ancora senza eredi, ed essendosi separato dalla sua prima moglie, Lauretta di Fiandra, John Allyne Gade, nel suo Luxembourg in the Middle Ages (non consultato), asserisce che designò il cognato, Baldovino IV di Hainaut, come suo successore, ed in caso di sua morte, l'erede sarebbe stato uno dei figli. Dopo la nascita di ERmesinda, fu rimessa in discussione l'eredità di Baldovino V di Hainaut sulle contee di Lussemburgo e di Namur.
La neonata, Ermesinda, erede designata della contea di Namur, fu immediatamente fidanzata a Enrico II, conte di Champagne.
Nel 1187, l'imperatore, Federico Barbarossa, confermò Baldovino V erede della contea di Namur, e, nel 1188, riconoscendogli ancora il suo diritto di successione, trasformò la contea in margraviato.
Allora tra il 1188 ed il 1189, Baldovino V, approfittando del fatto che il padre di Ermesinda, Enrico, era vecchio e malato e Enrico II di Champagne era impegnato nella guerra col re di Francia Filippo II Augusto, occupò la contea di Namur.
Dopo che la contea di Namur era stata occupata da Baldovino V, Enrico II di Champagne, dopo aver dichiarato nullo il fidanzamento con Ermesinda, che non poteva più ricevere la contea di Namur, nel 1090, aderì alla III Crociata e partì per la Terra Santa, da dove non fece più ritorno.
Suo padre, Enrico, morì nel 1196; secondo il Nécrologe de l'abbaye de Floreffe, de l'ordre de Prémontré, au diocèse de Namur, morì a Echternach e fu traslato e sepolto a Floreffe, nell'abbazia fondata dai suoi genitori.
Alla sua morte non avendo eredi maschi, l'unico discendente diretto era la figlia, Ermesinda. Il suo successore al titolo di Namur era stato Baldovino V di Hainaut, mentre la contea di Lussemburgo fu ereditata dall'imperatore, Enrico VI, che consegnò il titolo di conte di Lussemburgo al fratello, Ottone.
Il conte di Bar Tebaldo I (1160-1214), che, nel 1195, aveva divorziato dalla sua seconda moglie, la chiese in moglie; Ermesinda, secondo la Chronica Albrici Monachi Trium Fontium, nel 1197, divenne contessa consorte di Bar, come terza moglie di Tebaldo I, figlio secondogenito del Conte di Bar, di Mousson, Rinaldo II e della moglie, Agnese di Blois o di Champagne, che era la figlia femmina secondogenita del conte di Blois, di Chartres e di Châteaudun, Provins, signore di Sancerre e Amboise (Tebaldo IV), e poi conte di Conte di Champagne (conte di Troyes e conte di Meaux Tebaldo II), Tebaldo (filia comitis Campanie) e della moglie, che sempre secondo la Chronica Albrici Monachi Trium Fontium era Matilde di Carinzia ( ca. 1106; † 1160); il marito, Tebaldo I, in quello stesso anno, negoziò ed ottenne da Ottone la restituzione della contea di Lussemburgo, quindi Ermesinda rientrò nel titolo di contessa di Lussemburgo..
Allora Tebaldo, cercando di recuperare la contea di Namur, per conto di Ermesinda, con grande esercito, pose l'assedio a Namur; la guerra contro il Marchese di Namur, Filippo I e suo fratello, Baldovino, Conte di Fiandra (Baldovino IX) e Conte di Hainaut (Baldovino VI), che si conclude con la pace di Dinant, del 1199, con la quale, Filippo I restituì alla contessa dí Lussemburgo, la cugina Ermesinda di Lussemburgo, Durbuy e La Roche e, in più, cedette la parte della regione di Namur situata sul lato destro della Mosa, per i figli di Ermesinda e Tebaldo.
Nel 1214, Ermesinda rimase vedova di Tebaldo, ed in quello stesso anno, si sposò in seconde nozze con il Conte di Arlon, Valerano (1180-1226), figlio ed erede, secondo la Chronica Albrici Monachi Trium Fontium, del Duca di Limburgo e Conte di Arlon, Enrico III e della moglie (come ci viene confermato dal documento n° LXVII della Histoire du Limbourg, vol VI: Codex diplomaticus Valkenburgensis., datato 1178), Sofia di Saarbrücken, figlia del conte di Saarbrücken, Simone I e della moglie Mechilde. Le nozze ci sono confermate ancora dalla Chronica Albrici Monachi Trium Fontium.
Dopo essere divenuto conte consorte di Lussemburgo, secondo John Allyne Gade, nel suo Luxembourg in the Middle Ages (non consultato), suo marito, Valerano per due volte, nel 1214 e nel 1223, si scontrò coi marchesi di Namur, in quanto la moglie aveva pretese dinastiche su quel marchesato. Senza aver ottenuto la vittoria fu costretto a firmare la pace di Dinant, nel febbraio del 1223.
Il suocero di Ermesinda, Enrico III morì nel 1221, e come ci ricorda la Chronica Albrici Monachi Trium Fontium fu sepolto nell'Abbazia di Rolduc a Kerkrade, in Limburgo e, come duca di Limburgo, gli succedette il figlio Valerano.
Nel 1226, Ermesinda rimase vedova per la seconda volta; sempre John Allyne Gade, nel suo Luxembourg in the Middle Ages (non consultato), Valerano aderì alla sesta crociata indetta, nel 1224, da Papa Onorio III e, nel 1225, raggiunse, l'imperatore, Federico II di Svevia, nel regno di Sicilia, e dato che la partenza per la crociata venne rimandata, Valerano decise di rientrare nel suo ducato, ma, durante il viaggio di ritorno morì a Cremona. Secondo il Chronicon Lamberti Parvi, a Reinerio Monacho Continuatum, 1225, Veterum Scriptorum, Tome V (non consultato), Valerano morì nel 1225, mentre secondo la Chronica Albrici Monachi Trium Fontium valerano (Walerannus de Ardenna dux) morì, nel 1226, cinque anni dopo il padre (Henricus de Lemborg), e fu tumulato nell'Abbazia di Rolduc a Kerkrade.
Ermesinda morì nel 1247. Ancora John Allyne Gade, nel suo Luxembourg in the Middle Ages (non consultato), ci informa che all'atto del suo secondo matrimonio, Ermesinda aveva ricevuto la sovranità su Arlon e che dopo la sua morte fu inumata a Clairefontaine.
 A Ermesinda, nella contea di Lussemburgo succedette il figlio, Enrico "il Biondo".

## Figli
Al primo marito, Teobaldo, Ermesinda diede cinque figli:
- Rinaldo († prima del 1214), Signore di Briey, come dai documenti n° IV in cui è citato, del 1211[34] e n° VI del 1214, in cui ne viene annunciata la morte[35] delle Chartes du Clermontois
- Elisabetta († 1262), citata nel documento n° IV[34], che nel documento n° VI[35]; sposò Valerano di Limburgo[27], Signore di Monschau, come conferma il documento n° XXXVI delle Chartes du Clermontois[36]
- Margherita († prima del 1270), sposò Ugo III, conte di Vaudémont poi Enrico di Bois, reggente di Vaudémont, come ci conferma lo storico, Georges Poull, nel suo libro La maison ducale de Lorraine, (1991) (non consultato)[32].
- Enrico († dopo il 1214), Signore di Briey, Arrancy, & Marville, citato sia nel documento n° IV[34], che nel documento n° VI[35]
- una femmina († prima del 1214), citata dai documenti n° IV, del 1211[34] e n° VI del 1214, in cui ne viene annunciata la morte[35].

Al secondo marito, Valerano, Ermesinda diede tre figli:
- Caterina[27] (ca. 1215 – 1255), sposata con Mattia II, Duca di Lorena[38], nipote di Cunegonda di Lorena
- Enrico "il Biondo"[39] (ca. 1216 – 1281), conte di Lussemburgo
- Gerardo[39] (ca. 1223 – 1276), signore di Durbuy.

## Ascendenza
|                                             |                        |                              | Genitori                  |  |  | Nonni |  |  | Bisnonni             |  |  | Trisnonni           |  |
|                                             |                        |                              |                           |  |  |       |  |  | Alberto III di Namur |  |  | Alberto II di Namur |  |
|                                             |                        |                              |                           |  |  |       |  |  | Alberto III di Namur |  |  | Alberto II di Namur |  |
|                                             |                        | Regelinda della Bassa Lorena |                           |  |  |       |  |  | Alberto III di Namur |  |  |                     |  |
| Goffredo I di Namur                         |                        |                              |                           |  |  |       |  |  | Alberto III di Namur |  |  |                     |  |
|                                             |                        | Ida di Sassonia              | Bernardo II di Sassonia   |  |  |       |  |  |                      |  |  |                     |  |
|                                             |                        | Ida di Sassonia              | Bernardo II di Sassonia   |  |  |       |  |  |                      |  |  |                     |  |
|                                             |                        | Ida di Sassonia              | Eilika di Schweinfurt     |  |  |       |  |  |                      |  |  |                     |  |
| Enrico IV di Lussemburgo                    |                        | Ida di Sassonia              |                           |  |  |       |  |  |                      |  |  |                     |  |
|                                             |                        | Corrado I di Lussemburgo     | Giselberto di Lussemburgo |  |  |       |  |  |                      |  |  |                     |  |
|                                             |                        | Corrado I di Lussemburgo     | Giselberto di Lussemburgo |  |  |       |  |  |                      |  |  |                     |  |
|                                             |                        | Corrado I di Lussemburgo     | …                         |  |  |       |  |  |                      |  |  |                     |  |
| Ermesinde di Lussemburgo, contessa di Namur |                        | Corrado I di Lussemburgo     |                           |  |  |       |  |  |                      |  |  |                     |  |
|                                             |                        | Clemenza d'Aquitania         | Guglielmo VII d'Aquitania |  |  |       |  |  |                      |  |  |                     |  |
|                                             |                        | Clemenza d'Aquitania         | Guglielmo VII d'Aquitania |  |  |       |  |  |                      |  |  |                     |  |
|                                             |                        | Clemenza d'Aquitania         | Ermesinda                 |  |  |       |  |  |                      |  |  |                     |  |
| Ermesinda di Lussemburgo                    |                        | Clemenza d'Aquitania         |                           |  |  |       |  |  |                      |  |  |                     |  |
|                                             | Gerardo II di Gheldria | Gerardo I di Gheldria        |                           |  |  |       |  |  |                      |  |  |                     |  |
|                                             | Gerardo II di Gheldria | Gerardo I di Gheldria        |                           |  |  |       |  |  |                      |  |  |                     |  |
|                                             | Gerardo II di Gheldria | Clemenza d'Aquitania         |                           |  |  |       |  |  |                      |  |  |                     |  |
| Enrico I di Gheldria                        | Gerardo II di Gheldria |                              |                           |  |  |       |  |  |                      |  |  |                     |  |
|                                             |                        | Ermengarda di Zutphen        | Ottone II di Zutphen      |  |  |       |  |  |                      |  |  |                     |  |
|                                             |                        | Ermengarda di Zutphen        | Ottone II di Zutphen      |  |  |       |  |  |                      |  |  |                     |  |
|                                             |                        | Ermengarda di Zutphen        | Giuditta d'Arnstein       |  |  |       |  |  |                      |  |  |                     |  |
| Agnese di Gheldria                          |                        | Ermengarda di Zutphen        |                           |  |  |       |  |  |                      |  |  |                     |  |
|                                             |                        | …                            | …                         |  |  |       |  |  |                      |  |  |                     |  |
|                                             |                        | …                            | …                         |  |  |       |  |  |                      |  |  |                     |  |
|                                             |                        | …                            | …                         |  |  |       |  |  |                      |  |  |                     |  |
| Agnese d'Arnstein                           |                        | …                            |                           |  |  |       |  |  |                      |  |  |                     |  |
|                                             |                        | …                            | …                         |  |  |       |  |  |                      |  |  |                     |  |
|                                             |                        | …                            | …                         |  |  |       |  |  |                      |  |  |                     |  |
|                                             |                        | …                            | …                         |  |  |       |  |  |                      |  |  |                     |  |
|                                             |                        | …                            |                           |  |  |       |  |  |                      |  |  |                     |  |

### Fonti primarie
- (LA)  Monumenta Germaniae Historica, Scriptores, tomus XXI.
- (LA)  Monumenta Germaniae Historica, Scriptores, tomus XXIII.
- (LA, FR)  Chartes du Clermontois.
- (LA, FR)  #ES Nécrologe de l'abbaye de Floreffe, de l'ordre de Prémontré, au diocèse de Namur.

### Letteratura storiografica
- Austin Lane Pool, "Federico Barbarossa e la Germania", cap. XXIV, vol. IV (La riforma della chiesa e la lotta tra papi e imperatori) della Storia del mondo medievale, 1999, pp. 823–858
- (FR)  La formation territoriale des principautés belges au moyen-âge (Brussels), Vol. II.
- (FR)  Histoire généalogique de la maison royale de Dreux (Paris), Luxembourg.
- (FR)  Histoire ecclésiastique et civile du duché de Luxembourg et comté ..., Volume 3.
- (LA)  Histoire du Limbourg, vol VI: Codex diplomaticus Valkenburgensis.
- (FR)  Histoire du Limbourg, vol.III: Codex diplomaticus Dalemensis.